# Neritos eximius
Neritos eximius là một loài bướm đêm thuộc phân họ Arctiinae, họ Erebidae.